# سوزان هانسون
سوزان هانسون (بالإنجليزية: Susan Hanson)‏ هي جغرافية أمريكية، ولدت في 1943.